# Populaire psychologie
De term populaire psychologie, in het Engels ook vaak aangeduid als pop psychology of pop psych, verwijst naar concepten en theorieën over het menselijke mentale leven en gedrag. Ze zijn ontleend aan de psychologie en kennen populariteit onder de gewone bevolking.

## Kenmerken
Doordat er vaak een aanpassing plaatsgevonden heeft om de psychologische wetten toegankelijk te maken voor het grote publiek, is pop psychologie in de ogen van een wetenschappelijk psycholoog vaak te zeer vereenvoudigd en soms gedateerd of verkeerd begrepen. Soms is er sprake van professionele verwerking van psychologische kennis om gebruik bij het algemeen publiek mogelijk te maken. Lekenpsychologie daarentegen is geen poging om wetenschappelijk theorieën te gebruiken, maar is een verzameling van soms onbewuste veronderstellingen, over motieven en gedachten van mensen die de samenleving eropna houdt.

## Soorten
Populaire psychologie heeft vaak de vorm van:
- Adviescolumns die worden uitgebracht op de radio, tv en in tijdschriften, zoals Dr. Phil en de klinisch psycholoog Jeffrey Wijnberg als wekelijkse columnist in de katern Vrouw en Relatie van de Telegraaf;[2]
- Zelfhulpboeken; een voorbeeld: "Wat voel ik eigenlijk? Zelftests en hulp bij alledaagse psychische problemen";[3]
- Populaire onwaarheden zoals "Mensen gebruiken slechts 5% van hun hersencapaciteit.";[4]
- Onbewezen concepten die verwant zijn aan de new age-beweging, zoals inner child;
- De indeling van hersenfuncties van de linker- en de rechterhersenhelft, in combinatie met mannelijke en vrouwelijke eigenschappen;
- Een deel van de therapeutische technieken in Neuro-Linguïstisch Programmeren;
- Broodjeaapverhalen zoals de bewering dat de behaviorist Burrhus Skinner zijn eigen dochter in een Skinner-box liet opgroeien.[5]

Het gemakkelijkst zijn populaire psychologieboeken te herkennen aan het feit dat ze niet alleen in gewone boekwinkels te koop zijn maar daarnaast ook verkrijgbaar zijn bij lectuurwinkels, kiosken en supermarkten.

## Typische kenmerken van een boek
In de sterk toenemende groei van zelfhulptherapieën is de populaire psychologie een belangrijk bestandsdeel. Volgens Fried en Shultis moet een goed zelfhulpboek voldoen aan de volgende criteria:
- Er staan beweringen in van de auteur over de doeltreffendheid van het boek;
- Het geeft een presentatie van probleemoplossende strategieën die gebaseerd zijn op wetenschappelijk bewijs en professionele ervaring;
- Een heldere schrijfstijl;
- Getuigschriften en professionele ervaring van de auteur;
- Een bibliografie.

## Eventuele risico's
Drie mogelijke risico's die schuilen achter zelfhulpboeken zijn:
- Mensen kunnen zich onterecht als psychologisch instabiel bestempelen;
- Mensen kunnen een verkeerde diagnose van zichzelf stellen en proberen herstel te bewerken voor een onjuist probleem;
- Mensen kunnen niet in staat zijn een juist zelfhulpprogramma voor zichzelf uit te zoeken.